# 폴른: 추락천사
《폴른: 추락천사》(영어: Fallen)는 2016년 개봉한 미국의 판타지 로맨스 영화이다. 로런 케이트의 동명의 청소년 소설을 원작으로 스콧 힉스가 연출한다. 주역에는 애디슨 팀린, 제러미 어바인, 해리슨 길버트슨 등이 캐스팅되었다.

## 출연진
- 애디슨 팀린 - 루신다 "루스" 프라이스
- 제러미 어바인 - 대니얼 그리고리
- 해리슨 길버트슨 - 캐머런 "캠" 브릴
- 데이지 헤드 - 아리앤 올터
- 롤라 커크 - 페니웨서 "펜" 밴시클 록우드
- 셔노아 스밋맥피 - 몰리 제인
- 허마이어니 코필드 - 개브리엘 "개비" 기븐스
- 맬러카이 커비 - 롤런드 스파크스
- 조엘리 리처드슨 - 소피아 블리스
- 줄리엣 오브리 - 도린 프라이스